# 1951年上海
|        | 上海历史 |
| 世紀： | 19世紀上海 \| 20世紀上海 \| 21世紀上海                                                                                     |
| 年代： | 1920年代上海 \| 1930年代上海 \| 1940年代上海 \| 1950年代上海 \| 1960年代上海 \| 1970年代上海 \| 1980年代上海               |
| 年份： | 1947年上海 \| 1948年上海 \| 1949年上海 \| 1950年上海 \| 1951年上海 \| 1952年上海 \| 1953年上海 \| 1954年上海 \| 1955年上海 |
| 紀年： | 辛卯年（兔年）、上海开埠108周年、上海设市24周年                                                                            |

## 主要官员

### 党委
- 市委第一书记：陈毅

### 各界人民代表会议与协商委员会[註 1]
- （协商委员会）主席：陈毅

### 政府
- 市长：陈毅

### 法院
- 院长：韩述之

### （党）纪委
- 书记：王尧山、王一平、郑平[註 2]

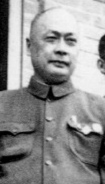
第一书记、市长、协商委员会主席陈毅

## 大事記

### 1月
- 1月5日,上海市军管会发布《对于反动党、团、特务人员实施登记办法》。规定从1月11日起全市进行登记工作。至8月基本结束，26896人向政府登记。
- 1月7日，上海鲁迅纪念馆成立，为解放后全国建立的第一座人物纪念馆。
- 1月9日，市人民政府委员会举行成立就职典礼。
- 1月11日，上海总工会开会欢送319名汽车司机组成的抗美援朝志愿服务队，赴朝鲜为志愿军服务。后全市赴朝汽车司机增至1000余名。另有4000余名铁路员工赴朝。
- 1月24日，上海市人民检察署成立。
- 1月25日，上海医务界首批抗美援朝志愿医疗手术队321人赴东北通化地区。至1955年6月共有4批志愿医疗手术队、2批国际医防服务队以及技术顾问、护士教学队赴东北和朝鲜，共计队员785人。
- 是月 依照中国政府《关于处理接受美国津贴的文化教育救济机关及宗教团体的方针的决定》和《接受外国津贴及外资经营之文化教育救济机关及宗教团体登记条例》，上海市军管会和市人民政府设立登记处，上述在沪外国机构团体共666个单位按规定作了登记。嗣后区别不同情况，先后分别由政府接办、征用，或由人民团体自办，完全实行自办。有些外资经营的事业因经济来源中断，于1952年前后陆续自行结束。
- 是月 上海法学院、诚明文学院、上海法政学院、新中国学院、新中国法商学院和光夏商业专科学校合并成上海学院。

### 2月
- 2月22日，上海工商界代表会议闭幕。上海市工商业联合会成立。
- 2月24日，上海人民向中国人民志愿军捐献首批慰劳品400余件，捐款26万元。
- 是月 上海市立图书馆改上海市人民图书馆。
- 是月 国营企业全面实施劳保医疗制度。

### 3月
- 3月1日
  - 中国进出口公司上海分公司成立。
  - 上海市开始在100人以上工厂实施《中华人民共和国劳动保险条例》。至1956年全市有82.55万名职工享受劳保待遇。
- 3月5日，华东戏曲研究院成立，院长周信芳，副院长袁雪芬。1955年3月5日撤销，分别成立上海京剧院和上海越剧院，周信芳和袁雪芬分任院长。
- 3月13日，解放前残杀中共地下电台人员的特务叶丹秋和制造《文华》《言通》杂志血案的特务苏麟阁被判死刑，先后伏法。
- 是月，由新华书店华东总分店原编辑部、出版部组成华东人民出版社。社长叶籁士，副社长兼总编辑宋原放。1955年1月改上海人民出版社。

### 4月
- 4月11～18日 市第二届第二次各界人民代表会议举行。会议通过《关于严厉镇压反革命的决议》。市长陈毅在会上提出上海的建设方针是为生产服务，为劳动人民服务，并且是首先为工人阶级服务。
- 4月20日，市政府、市政协联合召开全市街道里弄代表会议，决定废除保甲制，建立居民委员会。
- 4月27日
  - 午夜12时，全市统一行动，出动3.5万人，依法搜捕反革命分子，逮捕反革命分子8359人。
  - 破获美国中央情报局远东情报总站雷德蒙（Redmond·F·H）间谍案。
- 4月30日，在英国非法扣押留在香港的中国航空公司、中央航空公司的飞机、资产，又征用中国停泊在香港修理的永灏油轮，移交英海军，用于朝鲜战争的情况下，市军管会奉令征用英国在沪亚细亚火油总公司除办公用房外的财产并征购其存油。
- 是月，上海各界人民为抗美援朝开展捐献飞机大炮活动。一年共捐6800余万元，可购战斗机450余架。
- 是月，中国基督教三自爱国运动委员会成立，总部设于上海。
- 是月，童村等人成功试制结晶青霉素钾盐[2]。

### 5月
- 5月10日，全市开始展开揭露反革命分子罪恶，控诉恶霸运动。20日黄金荣在《文汇报》《新闻报》发表《自述悔过书》，表示悔过。
- 5月23日，根据中共中央指示精神，中共上海市委发出《关于开展对〈武训传〉讨论的指示》，全市开始批判影片《武训传》。至8月结束。电影《武训传》1950年12月31日由上海昆仑影业公司摄制完成。
- 是月，全市国营工厂企业开始进行民主改革。1952年8月结束。全市260家企业、17.16万人参加。
- 是月，国际学生联合会执行委员会访华团访问上海。

### 6月
- 6月24日，中央人民政府政务院再次招收青年学生加入军事干校，上海有11497人报名，3615人获准入学。
- 是月 市政府公布全市统一电价。
- 是月 上海港最后一个英籍引水员被解职，至此外国势力霸占上海港引水权的历史结束。

### 7月
- 7月2日，上海市军管会公布《上海市管制反革命分子暂行办法》。
- 7月16日，上海市工人纠察总队成立。
- 7月27日，戏霸张春帆被判处死刑。

### 8月
- 8月27日，上海市军管会下令收回英国人开设的跑马厅全部土地。9月7日市政府决定将跑马厅南半部辟为人民广场，北半部改建为人民公园。
- 是月，华东医院成立。

### 9月
- 9月28日，上海开始出售国产青霉素（20单位），每瓶售价1.4元。
- 9月30日，中共“一大”会址动工修复。次年7月1日初步建成。
- 是月，上海市政府兴建全国首个工人新村——曹杨新村。1952年5月竣工。建筑面积32366平方米，分配给1002户劳动模范和先进工作者居住。

### 10月
- 10月8日，上海市军管会命令取缔以宗教为掩护的秘密反动组织“圣母军”。
- 10月16日，中华人民共和国第一所师范大学——华东师范大学在上海成立。
- 10月20日，虹口体育场建成。
- 是月，上海市中级人民法院判决法商逸园跑狗场归上海市文化局。1954年跑狗场改建为上海市人民文化广场。
- 是月，上海市新民主主义青年团学校成立。

### 11月
- 11月11日，市劳动局一年内安排298万余人就业。
- 11月12日，上海孙中山故居对外开放。
- 11月15日，副市长潘汉年在市政府第十二次行政扩大会议上作《关于开展精简节约运动的报告》，提出在市政府所属各单位中迅速普遍开展精简节约运动，进一步深入开展反贪污、反浪费、反官僚主义（简称三反）的斗争。
- 11月23日，市政府公布《上海市郊区颁发土地证实施办法》。
- 11月25日，市公安局根据市政府令，会同市民政局、妇联等联合行动，封闭妓院72家，收审妓院主、老鸨等334人，收容妓女501人。至1957年全市妓院全部取缔，共封闭妓院627家，收审妓院老板、老鸨920人，收容妓女7513人。
- 11月30日，上海市郊区土地改革运动结束。废除封建剥削的土地所有制，没收、征收土地18.41万亩、房屋8161间，没收地主的耕畜、农具和多余粮食，分给无地少地农民，25.5万名农民得益。

### 12月
- 12月19日，中共上海市委发出《关于开展精简节约、反贪污、反浪费、反官僚主义斗争的指示》。
- 12月25日，华东军政委员会召开行政会议，通过“反贪污、反浪费、反官僚主义”的指示，全市开展“三反”运动。
- 是年，松江县陈永康种植的老来青水稻品种，最高亩产达716.5公斤，评为全国水稻优良品种，在上海和江南地区推广。
- 是年，对全市少数民族情况首次调查。上海市有11个少数民族、少数民族人口18467人。
- 是年，开始对全市图书市场进行5次整顿。至1956年结束。主要查禁反动、淫秽、荒诞图书、画片、期刊。